# Pierre Sansas
Pierre Sansas, né le 13 décembre 1804 à Bordeaux (Gironde), et mort le 5 janvier 1877 à Versailles (Yvelines), est un avocat et homme politique français.

## Biographie
Il fait son droit à Toulouse et devient avocat à Bordeaux en 1835. 
De tendance libérale, sous Louis-Philippe, il est conseiller municipal de Bordeaux en 1846 sous le mandat de Duffour-Dubergier, et en 1848 adjoint au maire Billaudel. 
Rédacteur et copropriétaire du journal La Tribune de la Gironde, il défend ses idées de démocrates et s'oppose à la politique du prince Louis-Napoléon.
Opposant au coup d’État du 2 décembre 1851, il est exilé durant quatre ans en Espagne. Compromis dans l'attentat d'Orsini, en 1858, il est à nouveau déporté en Algérie où il plaida au barreau de Constantine. Il rentre après l'amnistie de 1859 et reprend sa place au Barreau de Bordeaux. Il démissionne du Barreau en 1868, en apposition avec la décision consistant à ajouter leur titre après les noms des anciens Bâtonniers.
Il retrouve également un siège de conseiller municipal, et s'occupe de travaux d'histoire locale, créant le musée lapidaire de Bordeaux en 1867 et la Société Archéologique de Bordeaux en 1873. 
En novembre 1870, il est nommé par le gouvernement du 4 septembre avocat général à la Cour d'Appel de Bordeaux, mais il révoqué le 2 mai 1871 à cause de ses opinions politiques. 
Entré aussitôt en politique, il se porte candidat aux élections complémentaires du 2 juillet 1871 et est élu député de la Gironde. Il siège sur les bancs de la gauche républicaine. Il est réélu en mars 1876 contre Louis Mie, mais meurt l'année suivante en janvier 1877. Il est remplacé le 10 avril par Louis Mie qui meurt en octobre 1877.

## Hommages
En 1879, son nom est donné à la rue de Bordeaux dans laquelle il habitait et où il est décédé en 1877.

### Sources
- « Pierre Sansas », dans Adolphe Robert et Gaston Cougny, Dictionnaire des parlementaires français, Edgar Bourloton, 1889-1891 [détail de l’édition]
- Regards sur la Société Archéologique de Bordeaux par Marie-France Lacoue-Labarthe